# Поп-ММА
Поп-ММА — термин, обозначающий проведение боёв по смешанным боевым искусствам между непрофессионалами: обычно, артистами, блогерами — известными людьми.
Введение термина приписывают видеоблогеру Кимчи (Владиславу Кудрину), который обозревает ММА.

## Мнения
Как пишет газета «Спорт-Экспресс», президент Союза смешанных боевых единоборств «ММА» России Радмир Габдуллин считает, что поп-ММА позорит единоборства и прививает неправильные ценности данному виду спорта. Александр Фролов, журналист сайта «Чемпионат», отмечает, что «Россия — один из лидеров мирового поп-ММА».
Пиар-менеджер бойцов ММА Наталья Буланова говорит:
Хотя сначала, как и многие, я отнеслась к фрик-боям негативно. Когда начала работать с Артёмом Тарасовым, погрузилась в эту тему и теперь не понимаю, зачем смотреть просто бои. Я не беру сейчас во внимание UFC. Это высшая лига, венец эволюции. Мне интересно, до какого времени профессиональные бои будут сидеть в своих домиках и делать вид, что ничего не происходит вокруг? Не нужно делать вид, что мир не меняется. Профессиональному спорту нужно многое брать из поп-ММА.